# Cát Minh
Cát Minh là một xã thuộc huyện Phù Cát, tỉnh Bình Định, Việt Nam.
Xã Cát Minh có diện tích 25,4 km², dân số năm 2021 là 17.495 người, mật độ dân số đạt 689 người/km².

## Hành chính
Xã Cát Minh được chia thành 7 thôn: Đức Phổ 1, Đức Phổ 2, Gia Lạc, Gia Thạnh, Trung An, Trung Chánh, Xuân An.